# Asnois (Viena)
Asnois és un municipi francès situat al departament de la Viena i a la regió de la Nova Aquitània. L'any 2007 tenia 146 habitants.

## Demografia

### Població
El 2007 la població de fet d'Asnois era de 146 persones. Hi havia 63 famílies de les quals 16 eren unipersonals (4 homes vivint sols i 12 dones vivint soles), 27 parelles sense fills i 20 parelles amb fills.
La població ha evolucionat segons el següent gràfic:
Habitants censats

### Habitatges
El 2007 hi havia 112 habitatges, 63 eren l'habitatge principal de la família, 37 eren segones residències i 13 estaven desocupats. Tots els 112 habitatges eren cases. Dels 63 habitatges principals, 53 estaven ocupats pels seus propietaris i 10 estaven llogats i ocupats pels llogaters; 1 tenia una cambra, 10 en tenien tres, 17 en tenien quatre i 35 en tenien cinc o més. 49 habitatges disposaven pel capbaix d'una plaça de pàrquing. A 25 habitatges hi havia un automòbil i a 28 n'hi havia dos o més.

### Piràmide de població
La piràmide de població per edats i sexe el 2009 era:
| Homes | Edats   | Dones |
| ----- | ------- | ----- |
| 0     | 95 o +  | 0     |
| 0     | 90 a 94 | 0     |
| 4     | 85 a 89 | 0     |
| 0     | 80 a 84 | 12    |
| 8     | 75 a 79 | 0     |
| 4     | 70 a 74 | 4     |
| 8     | 65 a 69 | 8     |
| 0     | 60 a 64 | 4     |
| 8     | 55 a 59 | 4     |
| 4     | 50 a 54 | 4     |
| 4     | 45 a 49 | 4     |
| 8     | 40 a 44 | 4     |
| 4     | 35 a 39 | 0     |
| 4     | 30 a 34 | 8     |
| 0     | 25 a 29 | 4     |
| 0     | 20 a 24 | 0     |
| 4     | 15 a 19 | 0     |
| 4     | 10 a 14 | 8     |
| 0     | 5 a 9   | 8     |
| 4     | 0 a 4   | 0     |

## Economia
El 2007 la població en edat de treballar era de 85 persones, 50 eren actives i 35 eren inactives. De les 50 persones actives 48 estaven ocupades (29 homes i 19 dones) i 2 estaven aturades (2 homes). De les 35 persones inactives 15 estaven jubilades, 8 estaven estudiant i 12 estaven classificades com a «altres inactius».

### Ingressos
El 2009 a Asnois hi havia 64 unitats fiscals que integraven 144 persones, la mediana anual d'ingressos fiscals per persona era de 11.209 €.

### Activitats econòmiques
Dels 8 establiments que hi havia el 2007, 1 era d'una empresa de fabricació d'altres productes industrials, 3 d'empreses de construcció, 1 d'una empresa de comerç i reparació d'automòbils, 1 d'una empresa d'hostatgeria i restauració, 1 d'una empresa de serveis i 1 d'una empresa classificada com a «altres activitats de serveis».
Dels 2 establiments de servei als particulars que hi havia el 2009, 1 era una fusteria i 1 empresa de construcció.
L'any 2000 a Asnois hi havia 19 explotacions agrícoles que ocupaven un total de 791 hectàrees.

## Poblacions més properes
El següent diagrama mostra les poblacions més properes.